# La Cauchie
La Cauchie è un comune francese di 212 abitanti situato nel dipartimento del Passo di Calais nella regione dell'Alta Francia.

## Storia

### Simboli
Il palo di rosso simbolizza la chaussée Brunehaut (in piccardo él cauchie, che ha dato il nome al paese), strada romana che collegava Samarobriva a Nemetacum; la cappella ricorda quella che fu eretta nel XVIII secolo quando la località sperava di diventare una parrocchia indipendente. L'argento e il rosso derivano dal blasone dei De Béthune-Hesdigneul, antichi signori del luogo, che però portavano una fascia invece di un palo.

## Società

### Evoluzione demografica
Abitanti censiti